# Caféiculture aux Philippines

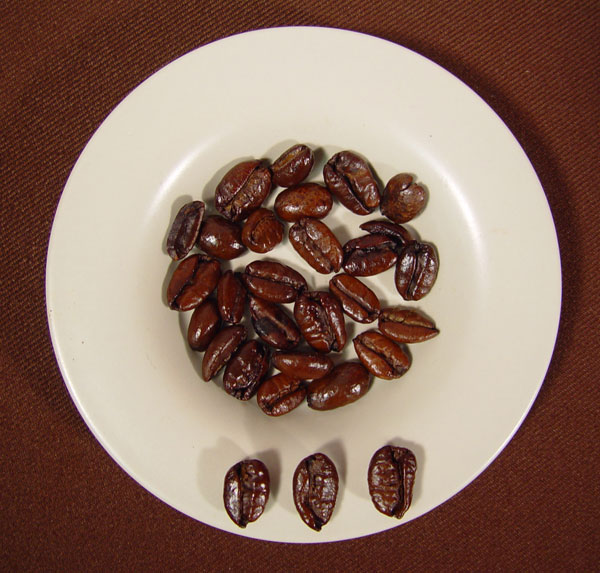
Grains de café de Mindora, une île des Philippines près de Luzon.

La production de café dans les Philippines a commencé dès 1740, lorsque les Espagnols introduisent le café dans les îles. Il était une fois une industrie importante dans les Philippines, il y a 200 ans a été la quatrième plus grande production de café de la nation.
À compter de 2014, les Philippines produisent de 25 000 tonnes de café et sont placées au 110e rang des pays producteurs. Toutefois, la demande locale pour le café est haute de 100 000 tonnes de café consommé dans le pays par an.
Les Philippines sont l'un des rares pays qui produisent les quatre principaux viable variétés de café; café Arabica, Liberica (Barako), Excelsa et Robusta. 90 % du café produit dans le pays est Robusta. Il y a eu des efforts pour revitaliser l'industrie du café.

## Histoire
Le café a été introduit dans les Philippines dès 1730, quand un Franciscain fray planté le premier café de l'arbre à Lipa, province de Batangas. Café présenté par les Philippines, venu du Mexique. La production de café a été promu par les Augustins Elias Nebreda et Benito Varas dans d'autres parties de la province de Batangas comme Ibaan, Lemery, San Jose, Taal, et Tanauan. Les plantations de café est devenu une partie de la fondation de la province de Batangas' économie et Lipa plus tard a été étiqueté comme le café de la capitale des Philippines,,.
À la suite de la Guerre civile américaine, en 1865, il y avait une augmentation soudaine de la demande de Philippine de café aux États-Unis depuis qu'il est devenu moins cher de l'importation de café en provenance des Philippines que de l'importation de café du Brésil. Barako de Batangas a été expédié à partir de Manille à San Francisco. La moitié des Philippines, les exportations de café, cette année a été expédiée à San Francisco. Le café a également commencé à être exportés vers l'Europe, à la suite de l'ouverture du Canal de Suez en 1869. En 1876, le café a été introduit dans la ville de Amadeo dans les pays voisins de Cavite et la province a commencé à produire du café. Cependant, Lipa est resté comme le principal producteur de café aux Philippines et Batangas barako de coûts de 5 fois par rapport à Java beans. En 1880, les Philippines ont été le quatrième plus grand exportateur de grains de café. La production de café en concurrent régions du Brésil, en Afrique et en Java refusé lors du café de la rouille en proie à des régions et à partir de 1887 à 1889, les Philippines, la seule source de café dans le monde.
En 1889, la production de café aux Philippines a connu un grand déclin à la suite de l'introduction de la rouille du café dans le pays, et l'augmentation de l'incidence de l'infestation par les insectes. Ces éléments ont pratiquement détruit toutes les caféiers dans la province de Batangas. En 1891, la production de café dans le pays a été réduit à 1/6 de sa production totale de deux ans plus tôt. En cette période, le Brésil a retrouvé sa place comme l'un des principaux producteurs de café. Survivant plants de café ont été transférés à Cavite, comme de nombreux agriculteurs de la province de Batangas déplacé vers d'autres cultures.
Durant les années 1950, le gouvernement philippin, avec l'aide des Américains, a introduit une variété de café pour le pays qui est plus résistant. Le café instantané a commencé à être produite en quantités commerciales qui a abouti à l'augmentation de la demande pour le café. De nombreux agriculteurs ont commencé le retour à la culture du café dans les années 1960. L'Importation de café a été momentanément interrompue en raison d'un surplus sur le marché mondial en raison de la prolifération des plantations de café. En 1980, les Philippines sont devenues un membre de l'Organisation internationale du café (ICO).